# Komora (Łuszków)
Komora – część wsi Łuszków (do 31 grudnia 2002 kolonia) w Polsce, położona w województwie lubelskim, w powiecie hrubieszowskim, w gminie Horodło.
Często przyjmuje się, że najdalej na wschód wysunięty punkt Polski znajduje się w Zosinie. Jednak kolano Bugu, przy którym punkt ten się znajduje, należy administracyjnie do Łuszkowa, konkretnie do łuszkowskiej części wsi Komora.